# Alstroemeria psittacina
Alstroemeria psittacina es una especie nativa de Sudamérica, que se distribuye por el Cerrado y el Pantanal en Brasil, en Perú y  alcanzando, hacia el sur, la provincia de Misiones en Argentina.

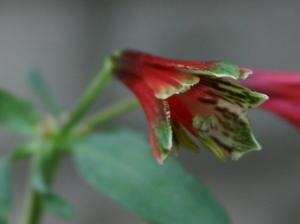
Flor

## Características
Es una planta rizomatosa, caulescente, de unos 40 a 60 cm de altura, con hojas oblongo-lanceoladas, obtusas en el ápice y atenuadas en la base. Las flores, de 4 a 5 cm de largo, se hallan dispuestas en umbelas de 5 a 6 flores. Los tépalos son de color rojo en las dos terceras partes inferiores, verdosos en el ápice y manchados.
Es una planta ornamental  popular en varias partes del mundo, incluida Nueva Zelanda donde normalmente florece en Navidad. También se la considera una planta invasiva y es naturalmente atacado por el potyvirus de mosaico de Alstroemeria.
En los países dónde es natural, se la conoce por varios nombres comunes: "flor de papagayo", "lirio de loro", "lirio de Perú", "lirio de los Incas" y "lirio princesa".

## Taxonomía
Alstroemeria psittacina fue descrita por Johann Georg Christian Lehmann, y publicado en Sem. Hort. Bot. Hamburg. 17 (1826)
Etimología
Alstroemeria: nombre genérico que fue nombrado en honor del botánico sueco barón Clas Alströmer (Claus von Alstroemer) por su amigo Carlos Linneo.
psittacina: epíteto
Sinonimia
- Alstroemeria pulchella Hort. (ver Xifreda, 1992)
- Alstroemeria atrorubra Ravenna
- Alstroemeria banksiana M.Roem.
- Alstroemeria hassleriana Baker
- Lilavia psittacina (Lehm.) Raf[4]